# 2011년 야구 월드컵
2011년 야구 월드컵은 2011년 10월 1일부터 10월 15일까지 열린 39번째이자 마지막 국제 야구월드컵 토너먼트이다. 국제 야구 연맹에서 투표한 결과 파나마가 중화민국과 베네수엘라를 제치고 야구 월드컵 개최 도시로 선정되었다. 이 대회에서 네덜란드가 쿠바를 2-1로 제치고 첫 월드컵 타이틀을 수여하면서 1938년 아마추어 월드 시리즈에서 영국이 우승한 것을 이래로 첫 번째 유럽 국가 우승국이 되었다.